# مورین تیفی
مورین تیفی (انگلیسی: Maureen Teefy؛ زادهٔ ۲۶ اکتبر ۱۹۵۳) یک هنرپیشه، و صدا پیشه اهل ایالات متحده آمریکا است.
از فیلم‌ها یا برنامه‌های تلویزیونی که وی در آن نقش داشته است می‌توان به سوپرگرل، گریس ۲، پاها اشاره کرد.